# Copaxa miles
Copaxa miles är en fjärilsart som beskrevs av Jordan 1911. Copaxa miles ingår i släktet Copaxa och familjen påfågelsspinnare. Inga underarter finns listade i Catalogue of Life.